# Gloria-Rekord
Gloria-Rekord is een historisch merk van motorfietsen.
Dit was een Duits motorfietsmerk dat in 1924 en 1925 weinig succesvolle 3pk-eencilinder tweetakten maakte. In die jaren schoten de producenten van lichte, goedkope motorfietsen in Duitsland als paddenstoelen uit de grond, maar in 1925 verdwenen ruim 150 van deze merken weer van de markt. Ze konden geen dealernetwerk opbouwen en waren afhankelijk van klanten in de eigen regio. 